# Премія «Сезар» найперспективнішому акторові
Премія «Сезар» найперспективнішому акторові (фр. César du meilleur espoir masculin) вручається щорічно Академією мистецтв та технологій кінематографа (фр. L'Académie des arts et techniques du cinéma) з 1983 року.

## Список лауреатів та номінантів
Лауреатів виділено окремим кольором.

### 1980-і
| Рік  | Номінація | Фото лауреата                                  | Лауреати та номінанти                 |
| ---- | --------- | ---------------------------------------------- | ------------------------------------- |
| 1983 | 8-ма      |                                                | Кристоф Малавуа — «Сімейний рок»      |
| 1983 | 8-ма      | Жан-Поль Комар — «Інформатор»                  |                                       |
| 1983 | 8-ма      | Чекі Каріо — «Інформатор»                      |                                       |
| 1983 | 8-ма      | Домінік Пінон — «Повернення Мартіна Герра»     |                                       |
| 1984 | 9-та      |                                                | Рішар Анконіна — «Чао, блазень»       |
| 1984 | 9-та      | Жан-Юг Англад— «Поранена людина»               |                                       |
| 1984 | 9-та      | Франсуа Клюзе — «Хай живе соціальна допомога!» |                                       |
| 1984 | 9-та      | Жак Пено — «Від імені усіх рідних»             |                                       |
| 1985 | 10-та     |                                                | П'єр-Лу Ражо — «Спогади, спогади»     |
| 1985 | 10-та     | Ксав'є Делюк — «Обман»                         |                                       |
| 1985 | 10-та     | Іпполіт Жирардо — «Така моя воля»              |                                       |
| 1985 | 10-та     | Бенуа Режан — «Діагональ слона»                |                                       |
| 1986 | 11-та     |                                                | Вадек Станчак — «Побачення»           |
| 1986 | 11-та     | Кадер Буканеф — «Чай в гаремі Архімеда»        |                                       |
| 1986 | 11-та     | Люка Бельво — «Курча під оцтом»                |                                       |
| 1986 | 11-та     | Жак Боннаффе — «Спокуса Ізабель»               |                                       |
| 1986 | 11-та     | Жан-Філіпп Ікоффі — «Зухвала дівчинка»         |                                       |
| 1987 | 12-та     |                                                | Ісаак де Банколе — «Чорний переполох» |
| 1987 | 12-та     | Кріс Кампьон — «Пірати»                        |                                       |
| 1987 | 12-та     | Жан-Філіпп Ікоффі — «Вартовий ночі»            |                                       |
| 1987 | 12-та     | Ремі Мартен — «Погана кров»                    |                                       |
| 1988 | 13-та     |                                                | Тьєррі Фремон — «Travelling avant»    |
| 1988 | 13-та     | Кріс Кампьон — «Поле честі»                    |                                       |
| 1988 | 13-та     | Паскаль Лежитимюс — «Фінгал під оком»          |                                       |
| 1988 | 13-та     | Франсуа Негре — «До побачення, діти»           |                                       |
| 1989 | 14-та     |                                                | Стефан Фрейсс — «Шуани»               |
| 1989 | 14-та     | Лоран Гревіль — «Каміла Клодель»               |                                       |
| 1989 | 14-та     | Тома Лангманн — «Ріки сендвічів»               |                                       |
| 1989 | 14-та     | Франсуа Негре — «Звук і лють»                  |                                       |
| 1990 | 15-та     |                                                | Іван Атталь — «Безжальний світ»       |
| 1990 | 15-та     | Жан-Ів Бертело — «Хрещення»                    |                                       |
| 1990 | 15-та     | Тьєррі Фортіно — «Літня комедія»               |                                       |
| 1990 | 15-та     | Мельвіль Пупо — «П'ятнадцятирічна»             |                                       |
| 1990 | 15-та     | Філіпп Вольтер — «Чорний ліс»                  |                                       |

### 1990-і
| Рік  | Номінація | Фото лауреата                                                 | Лауреати та номінанти                                         |
| ---- | --------- | ------------------------------------------------------------- | ------------------------------------------------------------- |
| 1991 | 16-та     |                                                               | Жеральд Томассен — «Маленький злочинець»                      |
| 1991 | 16-та     | Алекс Дека — «Плювати на смерть»                              |                                                               |
| 1991 | 16-та     | Марк Дюре — «Її звали Нікіта»                                 |                                                               |
| 1991 | 16-та     | Венсан Перес — «Сірано де Бержерак»                           |                                                               |
| 1991 | 16-та     | Філіпп Юшан — «Замок моєї матері»                             |                                                               |
| 1992 | 17-та     |                                                               | Мануель Блан — «Я не цілуюсь»                                 |
| 1992 | 17-та     | Гійом Депардьє — «Усі ранки світу»                            |                                                               |
| 1992 | 17-та     | Чік Ортега — «Чудова епоха»                                   |                                                               |
| 1992 | 17-та     | Лоран Гревіль — «Рік пробудження»                             |                                                               |
| 1992 | 17-та     | Тома Лангманн — «Париж пробуджується»                         |                                                               |
| 1993 | 18-та     |                                                               | Еммануель Салінджер — «Вартовий»                              |
| 1993 | 18-та     | Олів'є Мартінес — «Острів мастодонтів»                        |                                                               |
| 1993 | 18-та     | Жульєн Рассам — «Акомпаніаторка»                              |                                                               |
| 1993 | 18-та     | Ксав'є Бовуа — «Північ»                                       |                                                               |
| 1993 | 18-та     | Грегуар Колен — «Олів'є, Олів'є»                              |                                                               |
| 1994 | 19-та     |                                                               | Олів'є Мартінес — «Раз, два, три, сонце»                      |
| 1994 | 19-та     | Гійом Депардьє — «Ніжна мішень»                               |                                                               |
| 1994 | 19-та     | Матьє Кассовітц — «Метиска»                                   |                                                               |
| 1994 | 19-та     | Мельвіль Пупо — «У нормальних людях немає нічого виняткового» |                                                               |
| 1994 | 19-та     | Кристофер Томпсон — «Свято»                                   |                                                               |
| 1995 | 20-та     |                                                               | Матьє Кассовітц — «Дивися, як падають люди»                   |
| 1995 | 20-та     | Шарль Берлінг — «Дрібні угоди з мерцями»                      |                                                               |
| 1995 | 20-та     | Стефан Рідо — «Дикі очерети»                                  |                                                               |
| 1995 | 20-та     | Фредерік Горні — «Дикі очерети»                               |                                                               |
| 1995 | 20-та     | Гаель Морель — «Дикі очерети»                                 |                                                               |
| 1996 | 21-ша     |                                                               | Гійом Депардьє — «Учні»                                       |
| 1996 | 21-ша     | Олів'є Сітрюк — «Приманка»                                    |                                                               |
| 1996 | 21-ша     | Юбер Кунде — «Ненависть»                                      |                                                               |
| 1996 | 21-ша     | Венсан Кассель — «Ненависть»                                  |                                                               |
| 1996 | 21-ша     | Саїд Тагмауї — «Ненависть»                                    |                                                               |
| 1997 | 22-га     |                                                               | Матьє Амальрік — «Як я обговорював... (моє сексуальне життя)» |
| 1997 | 22-га     | Самюель Ле Б'ян — «Капітан Конан»                             |                                                               |
| 1997 | 22-га     | Бруно Пюцюлю — «Визнання невинного»                           |                                                               |
| 1997 | 22-га     | Бенуа Мажимель — «Злодії»                                     |                                                               |
| 1997 | 22-га     | Філіпп Торретон — «Злодії»                                    |                                                               |
| 1998 | 23-тя     |                                                               | Станіслас Мерхар — «Сухе чищення»                             |
| 1998 | 23-тя     | Венсан Ельбаз — «Мандрівники»                                 |                                                               |
| 1998 | 23-тя     | Хосе Гарсія — «Рецепт від бідності»                           |                                                               |
| 1998 | 23-тя     | Сержі Лопес — «Вестерн по-французьки»                         |                                                               |
| 1998 | 23-тя     | Саша Бурдо — «Вестерн по-французьки»                          |                                                               |
| 1999 | 24-та     |                                                               | Бруно Пюцюлю — «Маленькі любовні замішання»                   |
| 1999 | 24-та     | Самі Насері — «Таксі»                                         |                                                               |
| 1999 | 24-та     | Ромен Дюріс — «Дивний чужак»                                  |                                                               |
| 1999 | 24-та     | Гійом Кане — «У саме серце»                                   |                                                               |
| 1999 | 24-та     | Ліонель Абеланський — «Потяг життя»                           |                                                               |
| 2000 | 25-та     |                                                               | Ерік Каравака — «Що є життя?»                                 |
| 2000 | 25-та     | Кловіс Корнійяк— «Карнавал»                                   |                                                               |
| 2000 | 25-та     | Ромен Дюріс — «Може бути»                                     |                                                               |
| 2000 | 25-та     | Лоран Люка — «Будь хоробрим!»                                 |                                                               |
| 2000 | 25-та     | Робінсон Стевенен — «Погані знайомства»                       |                                                               |

### 2000-і
| Рік  | Номінація | Фото лауреата                                               | Лауреати та номінанти                                   |
| ---- | --------- | ----------------------------------------------------------- | ------------------------------------------------------- |
| 2001 | 26-та     |                                                             | Джаліль Леспер — «Людські ресурси»                      |
| 2001 | 26-та     | Сирілл Тувенін — «Змішення жанрів»                          |                                                         |
| 2001 | 26-та     | Жан-П'єр Лорі — «Справа смаку»                              |                                                         |
| 2001 | 26-та     | Борис Терраль — «Король танцює»                             |                                                         |
| 2001 | 26-та     | Малік Зіді — «Краплі дощу на розжарених скелях»             |                                                         |
| 2002 | 27-ма     |                                                             | Робінсон Стевенен — «Погані манери»                     |
| 2002 | 27-ма     | Ерік Бергер — «Тангі»                                       |                                                         |
| 2002 | 27-ма     | Стефано Кассетті — «Роберто Зукко»                          |                                                         |
| 2002 | 27-ма     | Грегорі Деранже — «Палата для офіцерів»                     |                                                         |
| 2002 | 27-ма     | Жан-Мішель Порталь — «Палата для офіцерів»                  |                                                         |
| 2003 | 28-ма     |                                                             | Жан-Поль Рув — «Чужа рідня»                             |
| 2003 | 28-ма     | Гаспар Ульєль — «Цілуй кого хочеш»                          |                                                         |
| 2003 | 28-ма     | Лоран Дойч — «Грай як «Зізу»»                               |                                                         |
| 2003 | 28-ма     | Морган Марінн — «Син»                                       |                                                         |
| 2003 | 28-ма     | Малік Зіді — «Момент щастя»                                 |                                                         |
| 2004 | 29-та     |                                                             | Грегорі Деранже — «Щасливої дороги!»                    |
| 2004 | 29-та     | Грегуар Лепренс-Ренге — «Заблудні»                          |                                                         |
| 2004 | 29-та     | Ніколя Дювошель — «Пристрасні тіла»                         |                                                         |
| 2004 | 29-та     | Паскаль Елбе — «Батько та сини»                             |                                                         |
| 2004 | 29-та     | Гаспар Ульєль — «Заблудні»                                  |                                                         |
| 2005 | 30-та     |                                                             | Гаспар Ульєль — «Довгі заручини»                        |
| 2005 | 30-та     | Осман Елкараз — «Виверт»                                    |                                                         |
| 2005 | 30-та     | Дам'єн Жуйро — «Орфографічні помилки»                       |                                                         |
| 2005 | 30-та     | Жеремі Реньє — «Жорстокість обмінів в помірному середовищі» |                                                         |
| 2005 | 30-та     | Малік Зіді — «Повернути час назад»                          |                                                         |
| 2006 | 31-ша     |                                                             | Луї Гаррель — «Постійні коханці»                        |
| 2006 | 31-ша     | Аймен Саїді — «Сен-Жак… мечеть»                             |                                                         |
| 2006 | 31-ша     | Валід Афкір — «Приховане»                                   |                                                         |
| 2006 | 31-ша     | Едріан Жоліве — «Зім і компанія»                            |                                                         |
| 2006 | 31-ша     | Жиль Лелуш — «Кохання у повітрі»                            |                                                         |
| 2007 | 32-га     |                                                             | Малік Зіді — «Прокляті дружби»                          |
| 2007 | 32-га     | Георгій Баблуані — «Тринадцять»                             |                                                         |
| 2007 | 32-га     | Радівойе Буквич — «Каліфорнія»                              |                                                         |
| 2007 | 32-га     | Арі Елмале — «Школа для усіх»                               |                                                         |
| 2007 | 32-га     | Венсан Ротьє — «Пасажир»                                    |                                                         |
| 2007 | 32-га     | Джеймс Тьєррі — «Прекрасна незгода»                         |                                                         |
| 2008 | 33-тя     |                                                             | Лоран Стокер — «Просто разом»                           |
| 2008 | 33-тя     | Николя Казаль— «Син бакалійника»                            |                                                         |
| 2008 | 33-тя     | Грегуар Лепренс-Ренге — «Усі пісні лише про кохання»        |                                                         |
| 2008 | 33-тя     | Жоан Ліберо — «Свідки»                                      |                                                         |
| 2008 | 33-тя     | Жослін Ківрен — «99 франків»                                |                                                         |
| 2009 | 34-та     |                                                             | Марк-Андре Гронден — «Перший день життя, що залишилося» |
| 2009 | 34-та     | Ральф Амуссу — «Допоможи собі сам, тоді Бог тобі допоможе»  |                                                         |
| 2009 | 34-та     | Лорен Капеллуто — «Різдвяна казка»                          |                                                         |
| 2009 | 34-та     | Грегуар Лепренс-Ренге — «Очаровашка»                        |                                                         |
| 2009 | 34-та     | Піо Мармай — «Перший день життя, що залишилося»             |                                                         |
| 2010 | 35-та     |                                                             | Тахар Рахім — «Пророк»                                  |
| 2010 | 35-та     | Фірат Айверді — «Ласкаво просимо»                           |                                                         |
| 2010 | 35-та     | Адель Беншеріф — «Пророк»                                   |                                                         |
| 2010 | 35-та     | Венсан Лакост — «Красиві хлопці»                            |                                                         |
| 2010 | 35-та     | Венсан Ротьє — «Я щасливий, що моя мати жива»               |                                                         |

### 2010-і
| Рік  | Номінація | Фото лауреата                                                            | Лауреати та номінанти                                          |
| ---- | --------- | ------------------------------------------------------------------------ | -------------------------------------------------------------- |
| 2011 | 36-та     |                                                                          | Едгар Рамірес — «Карлос»                                       |
| 2011 | 36-та     | Піо Мармай— «Любов і свіжа вода»                                         |                                                                |
| 2011 | 36-та     | Артур Дюпон — «Автобус „Палладіум“»                                      |                                                                |
| 2011 | 36-та     | Рафаель Персонас — «Принцеса де Монпансьє»                               |                                                                |
| 2011 | 36-та     | Грегуар Лепренс-Ренге — «Принцеса де Монпансьє»                          |                                                                |
| 2012 | 37-ма     |                                                                          | Грегорі Гадебуа — «Анжель і Тоні»                              |
| 2012 | 37-ма     | Ніколас Брідет — «Будь моїм сином»                                       |                                                                |
| 2012 | 37-ма     | Гійом Гуї — «Джиммі Рів'є»                                               |                                                                |
| 2012 | 37-ма     | П'єр Ніне — «Люблю дивитися на дівчат»                                   |                                                                |
| 2012 | 37-ма     | Димитрій Сторож — «Недоторканні»                                         |                                                                |
| 2013 | 38-ма     |                                                                          | Матіас Шонартс — «Іржа та кістка»                              |
| 2013 | 38-ма     | Кейсі Моттет Кляйн — «Сестра»                                            |                                                                |
| 2013 | 38-ма     | Фелікс Моаті — «Телегаучо»                                               |                                                                |
| 2013 | 38-ма     | П'єр Ніне — «Як брати»                                                   |                                                                |
| 2013 | 38-ма     | Ернст Умоєр — «У будинку»                                                |                                                                |
| 2014 | 39-та     |                                                                          | П'єр Деладоншам — «Незнайомець на озері»                       |
| 2014 | 39-та     | Пол Бартел — «Маленькі принци»                                           |                                                                |
| 2014 | 39-та     | Венсан Макень — «Дівчина 14 липня»                                       |                                                                |
| 2014 | 39-та     | Поль Амі — «Сюзанн»                                                      |                                                                |
| 2014 | 39-та     | Немо Шифман — «По сигарети»                                              |                                                                |
| 2015 | 40-ва     |                                                                          | Кевін Азіз — «Винищувачі»                                      |
| 2015 | 40-ва     | Ахмед Драме — «Спадкоємці»                                               |                                                                |
| 2015 | 40-ва     | Кирило Ємельянов — «Хлопчики зі Сходу»                                   |                                                                |
| 2015 | 40-ва     | П'єр Рошфор — «Він пішов у неділю»                                       |                                                                |
| 2015 | 40-ва     | Марк Зінга — «Хай Аллах благословить Францію!»                           |                                                                |
| 2016 | 41-ша     |                                                                          | Род Парадо — «Молода кров»                                     |
| 2016 | 41-ша     | Сванн Арло — «Анархісти»                                                 |                                                                |
| 2016 | 41-ша     | Кантен Дольмер — «Три спогади моєї юності»                               |                                                                |
| 2016 | 41-ша     | Фелікс Моаті — «Давайте утрьох»                                          |                                                                |
| 2016 | 41-ша     | Фіннеган Олдфілд — «Ковбої»                                              |                                                                |
| 2017 | 42-га     |                                                                          | Нільс Шнайдер — «Чорний алмаз» (за роль П'єра Ульманна)        |
| 2017 | 42-га     | Йонас Блоке — «Вона» (за роль Венсана, сина Мішель)                      |                                                                |
| 2017 | 42-га     | Деміен Боннар — «Стояти рівно» (за роль Лео)                             |                                                                |
| 2017 | 42-га     | Кейсі Моттет Кляйн — «Бути 17-річним» (за роль Дам'єна)                  |                                                                |
| 2017 | 42-га     | Корентен Філа — «Бути 17-річним» (за роль Тома)                          |                                                                |
| 2018 | 43-тя     |                                                                          | Науель Перес Біскаярт — «120 ударів на хвилину» (за роль Шона) |
| 2018 | 43-тя     | Арно Валуа — «120 ударів на хвилину» (за роль Натана)                    |                                                                |
| 2018 | 43-тя     | Бенжамен Лаверн — «1+1=Весілля» (за роль П'єра)                          |                                                                |
| 2018 | 43-тя     | Фіннеган Олдфілд — «Марвін, або Чудове виховання» (за роль Марвіна Біжу) |                                                                |
| 2018 | 43-тя     | Пабло Полі — «Пацієнти» (за роль Бена)                                   |                                                                |
| 2019 | 44-та     |                                                                          | Ділан Робер — «Шахерезада» (за роль Закарі́)                    |
| 2019 | 44-та     | Антоні Бажон — «Молитва» (за роль Тома́)                                  |                                                                |
| 2019 | 44-та     | Тома Жорія — «Опіка» (за роль Жульєна Бессона)                           |                                                                |
| 2019 | 44-та     | Вільям Лебгіль — «Перший рік» (за роль Бенджаміна Сітбона)               |                                                                |
| 2019 | 44-та     | Карім Леклу — «Світ належить тобі» (за роль Франсуа)                     |                                                                |

### 2020-і
| Рік  | Номінація | Фото лауреата                   | Лауреати та номінанти         |
| ---- | --------- | ------------------------------- | ----------------------------- |
| 2020 | 45-та     |                                 | Алексіс Маненті — «Знедолені» |
| 2020 | 45-та     | Антоні Бажон — «Молитва»        |                               |
| 2020 | 45-та     | Бенжамін Лесьє — «Hors normes»  |                               |
| 2020 | 45-та     | Ліам Перрон — «La Vie scolaire» |                               |
| 2020 | 45-та     | Джебрілль Зонга — «Знедолені»   |                               |